# Skins
Skins je britský televizní seriál zabývající se osudy skupiny teenagerů žijících ve městě Bristol v Anglii během posledních dvou let jejich studií na střední škole. Seriál byl oceněn cenou udělovanou Britskou filmovou akademií. Mnohdy kontroverzní dějové linie seriálu se zabývají tématy jako je nefunkčnost rodin, duševní problémy (např. poruchy příjmu potravy), sexualita v období puberty, zneužívání návykových látek, ale třeba i smrt.
Autory seriálu jsou scenáristé – otec a syn – Bryan Elsley a Jamie Brittain, kteří jej vytvořili pro Company Pictures. Premiéra byla vysílána na britském televizním kanále E4 dne 25. ledna 2007. Vysílání zaznamenalo úspěch jak mezi kritiky, tak ve skupině diváků, na kterou bylo cíleno. S dalšími sériemi se stal seriál atypickým nahrazováním postav po každých dvou sériích.

## Postavy a obsazení

### 1. a 2. řada – první generace
| Nicholas Hoult      | Tony Stonem                  |
| April Pearson       | Michelle Richardson          |
| Mike Bailey         | Sid Jenkins                  |
| Hannah Murray       | Cassie Ainsworth (+ 7. řada) |
| Joe Dempsie         | Chris Miles                  |
| Larissa Wilson      | Jal Fazer                    |
| Mitch Hewer         | Maxxie Oliver                |
| Dev Patel           | Anwar Kharral                |
| Aimee-Ffion Edwards | Lucy „Sketch“                |

### 3. a 4. řada – druhá generace
| Kaya Scodelario  | Effy Stonem (+ 1., 2. a 7. řada) |
| Lisa Backwell    | Pandora Moon (+ 1. a 2. řada)    |
| Merveille Lukeba | Thomas Tomone                    |
| Ollie Barbieri   | JJ Jones                         |
| Kathryn Prescott | Emily Fitch (+ 7. řada)          |
| Megan Prescott   | Katie Fitch                      |
| Lily Loveless    | Naomi Campbell (+ 7. řada)       |
| Jack O'Connell   | James Cook (+ 7. řada)           |
| Luke Pasqualino  | Freddie McClair                  |

### 5. a 6. řada – třetí generace
| Dakota Blue Richards | Franky Fitzgerald |
| Alex Arnold          | Rich Hardbeck     |
| Sean Teale           | Nick Levan        |
| Sebastian de Souza   | Matty Levan       |
| Freya Mavor          | Mini McGuinness   |
| Jessica Sula         | Grace Blood       |
| Will Merrick         | Alo Creevey       |
| Laya Lewis           | Liv Malone        |
| Sam Jackson          | Alex Henley       |

### 7. řada – první a druhá generace
| Kaya Scodelario | Effy Stonem (1. dvojdíl „Fire“)      |
| Hannah Murray   | Cassie Ainsworth (2. dvojdíl „Pure“) |
| Jack O'Connell  | James Cook (3. dvojdíl „Rise“)       |

## První generace
Tony Stonem (Nicholas Hoult) je atraktivní, inteligentní a populární chlapec. Jeho manipulování s ostatními, které mu často prochází bez povšimnutí, je původem většiny událostí a jejich vývoje v průběhu děje. Sid Jenkins (Mike Bailey) je Tonyho nejlepší přítel, odlišuje se od něj však zcela opačnými vlastnostmi. Tonyho přítelkyně Michelle Richardson (April Pearson) Tonymu záhy odpustí každou jeho rozpustilost, které jsou pro něj zcela typické. Na první pohled působí Michelle povrchně, marnotratně a domýšlivě, ve skutečnosti však tvrdě pracuje a zajímá se především o výuku francouzštiny a španělštiny. Michelle se přátelí s Cassie Ainswothovou (Hannah Murray), výstřední dívkou, která trpí poruchou příjmu potravy. Cassie se před svým okolím snaží skrývat své vnitřní rozpory, zatímco její extravagantní rodiče ji ignorují ve prospěch jejich nového dítěte.
Chris Miles (Joe Dempsie) je nejvýraznější osobou ze skupiny na večírcích. Trpí však obtížnými vztahy v jeho rodině. Jeho starší bratr v mládí zemřel na krvácení do mozku a Chris nyní žije sám, poté co rodinu nejprve opustil otec a poté i matka. V průběhu děje se zamiloval do své učitelky psychologie Angie (Siwan Morrisová). Jal Fazer (Larissa Wilsonová) je citlivá dívka s talentem pro hru na klarinet. Její matka ji po svém odchodu od rodiny zanechala s otcem – slavným hudebníkem – a ctižádostivými rappujícími bratry. Jal je nejlepší kamarádkou Michelle. Maxxie Oliver (Mitch Hewer) má zálibu v tanci. Zároveň je homosexuální orientace a zobrazen je jako atraktivní, svůdný a talentovaný chlapec, který je populární mezi svými přáteli. Jeho nejlepší přítel Anwar Lharral (Dev Patel) zastává specifický postoj ke své islámské víře, přičemž nemá výčitky svědomí ze zapovězeného předmanželského sexu, alkoholu a drog, přestože právě jeho víra proti těmto věcem silně brojí.

## Přehled řad
| Řada | Díly | Premiéra ve VB   | Premiéra ve VB  |
| Řada | Díly | První díl        | Poslední díl    |
| ---- | ---- | ---------------- | --------------- |
| 1    | 9    | 25. ledna 2007   | 22. března 2007 |
| 2    | 10   | 11. února 2008   | 14. dubna 2008  |
| 3    | 10   | 22. ledna 2009   | 26. března 2009 |
| 4    | 8    | 28. ledna 2010   | 18. března 2010 |
| 5    | 8    | 27. ledna 2011   | 17. března 2011 |
| 6    | 10   | 23. ledna 2012   | 26. března 2012 |
| 7    | 6    | 1. července 2013 | 5. srpna 2013   |